# Retrato de Dr. Gachet
Retrato de Dr. Gachet é uma obra de 1890 do pintor holandês Vincent van Gogh. O nome refere-se a duas versões autênticas da obra. Ambas mostram o médico Paul Gachet sentado à mesa, com a cabeça apoiada no braço direito e com uma erva medicinal (digitalis) que o caracteriza enquanto médico. Apesar da semelhança na forma, são facilmente diferenciadas pelo seu estilo. As cores utilizadas nas duas versões não são as mesmas, mas é sobretudo na "pincelada" que diferem - a primeira revela traços mais evidentes que a segunda.
Vendido em 15 de maio de 1990 por US$ 82,5 milhões.